# Sporobolus novoguineensis
Sporobolus novoguineensis là một loài thực vật có hoa trong họ Hòa thảo. Loài này được Baaijens miêu tả khoa học đầu tiên năm 1991.